# 2월 25일
2월 25일은 그레고리력으로 56번째(윤년일 경우도 56번째) 날에 해당한다.

## 사건
- 1400년 - 이방원이 왕세자로 등극하다.
- 1947년 - 프로이센의 해체.
- 1948년 - 1948년 체코슬로바키아 쿠데타: 체코슬로바키아 공산당이 정권을 장악.
- 1968년 - 하미 마을 학살 사건.
- 1983년 - 조선민주주의인민공화국 이웅평 대위가 미그-19기로 대한민국에 귀순.
- 1988년 - 대한민국 제13대 노태우 대통령 취임.
- 1993년 - 대한민국 제14대 김영삼 대통령 취임.
- 1997년 - 이한영 피살.
- 1998년 - 대한민국 제15대 김대중 대통령 취임. 햇볕정책 발표.
- 2000년 - 경기도청 북부청사 출범.
- 2002년 - 철도, 가스, 발전공동파업 요구안으로 민영화저지, 3조2교대제 쟁취, 해고자 복직 등의 파업을 시작하고 2월 28일까지 열차운행중단되다.
- 2003년 - 대한민국 제16대 노무현 대통령 취임.
- 2007년 - 납북 어부 이상철 심장마비로 사망.
- 2008년 - 대한민국 제17대 이명박 대통령 취임 및 노무현 대통령 퇴임
- 2009년 - 네덜란드 암스테르담 스키폴 국제공항에서 승객과 승무원 134명을 태운 터키항공 소속 보잉 737-800이 착륙을 시도하다가 불시착해 기장과 부기장을 포함해 9명이 사망하고 125명이 살아남았다.
- 2010년 - 헌법재판소 재판관들이 사형제도에 대해 5:4로 합헌 결정을 내렸다.
- 2013년 - 대한민국 제18대 박근혜 대통령 취임
- 2025년 - 세종포천고속도로 공사 교량 붕괴 사고가 발생했다.

## 문화
- 1953년 - 옥구선이 개통됨.
- 2002년 - KBO 리그 SK 와이번스(現 SSG 랜더스)의 홈 구장인 문학야구장이 개장되었다.
- 2008년 - 미국 로스앤젤레스에서 제80회 아카데미 시상식이 열렸다. 시상식 결과 영화 《노인을 위한 나라는 없다 (No Country for Old Men)》가 4개 부문의 아카데미상을 받았다.
- 2010년 - 2PM 리더 박재범 영구 탈퇴.
- 2012년 - KBS 체험 삶의 현장이 19년 만에 종영되었다.
- 2013년 - 경원선 성북역의 역명이 50년 만에 광운대역으로 변경되었다.
- 2018년 - 2018년 동계 올림픽 폐막.

## 탄생
- 1682년 - 이탈리아의 해부학자, 병리학자 조반니 바티스타 모르가니. (~1771년)
- 1707년 - 이탈리아의 극작가 카를로 골도니. (~1793년)
- 1778년 - 아르헨티나의 장군 페루의 초대 대통령 호세 데 산마르틴. (~1850년)
- 1848년 - 뷔르템베르크 왕국의 제4대 국왕 빌헬름 2세. (~1921년)
- 1873년 - 이탈리아의 가수 엔리코 카루소. (~1921년)
- 1883년 - 영국의 왕가 올버니 공녀 앨리스. (~1981년)
- 1888년 - 미국의 정치인 존 포스터 덜레스. (~1959년)
- 1917년
  - 대한민국의 비전향 장기수 방재순. (~2015년)
  - 대한민국의 서양화가, 디자이너 박고석. (~2002년)
- 1920년 - 대한민국의 목사, 통일교의 창시자 문선명. (~2012년)
- 1930년 - 대한민국의 군인, 언론인, 정치인 문태갑. (~2024년)
- 1932년
  - 대한민국의 정치인 이만섭. (~2015년)
  - 미국의 음악가 조니 캐시. (~2003년)
- 1935년 - 미국의 신학자 토니 캠폴로. (~2024년)
- 1936년 - 영국의 기업인 피터 힐우드. (~2018년)
- 1937년
  - 구 소련의 정치인 예고르 스트로예프.
  - 미국의 육상 선수 톰 코트니. (~2023년)
- 1940년 - 대한민국의 배우 여운계. (~2009년)
- 1942년 - 대한민국의 농구 선수 김영일. (~1976년)
- 1943년
  - 대한민국의 언론인, 정치인 김도현.
  - 대한민국의 가수 서수남.
  - 영국의 대중음악가 조지 해리슨. (~2001년)
- 1946년 - 대한민국의 기업인 최길선.
- 1950년 - 아르헨티나의 대통령 네스토르 키르치네르. (~2010년)
- 1951년 - 대한민국의 총재, 야구 해설위원 허구연.
- 1953년 - 대한민국의 배우 김영철.
- 1956년
  - 대한민국의 배우 임성민. (~1995년)
  - 미국의 배우 진 브루스 스콧.
- 1958년 - 대한민국의 정치인 권기재.
- 1959년
  - 러시아의 영화 감독 알렉세이 발라바노프. (~2013년)
  - 프랑스의 연쇄 살인자 프랑시스 옴.
- 1960년
  - 대한민국의 교육인 이병태.
  - 네덜란드의 축구 선수 로프 란스베르헌. (~2022년)
- 1961년
  - 대한민국의 배우 김태영.
  - 대한민국의 배우 권혁호.
- 1962년 - 대한민국의 성우 지미애.
- 1964년 - 대한민국의 전 야구 선수, 현 야구 코치 강기웅.
- 1966년
  - 미국의 배우 테아 레오니.
  - 대한민국의 전 배구 선수 김경희.
- 1967년
  - 대한민국의 배우 송강호.
  - 대한민국의 성우 서윤석.
  - 영국의 금융인 닉 리슨.
  - 대한민국의 성우 서경섭.
- 1968년 - 프랑스의 배우, 가수, 영화 감독 상드린 키베를랭.
- 1970년 - 대한민국의 성우 윤성혜.
- 1971년
  - 캐나다의 가수 대니얼 파우터.
  - 미국의 배우 숀 애스틴.
  - 대한민국의 축구 선수 송경섭.
- 1972년
  - 대한민국의 배우 박지아. (~2024년)
  - 대한민국의 음악가 김진만.
  - 일본의 전 축구 선수 노구치 히로시.
- 1973년
  - 대한민국의 전 스피드 스케이팅 선수 김윤만.
  - 대한민국의 전 배우, 현 디자이너 임상아.
- 1974년
  - 일본의 성우 모리쿠보 쇼타로.
  - 대한민국의 방송인, 게임해설자 이승원.
- 1975년 - 일본의 성우 치바 치에미.
- 1976년 - 대한민국의 프로듀서 조효진.
- 1977년 - 대한민국의 가수 안정엽. (브라운 아이드 소울)
- 1978년
  - 대한민국의 전 야구 선수 최승환.
  - 일본의 축구 선수 나카자와 유지.
  - 대한민국의 전 축구 선수 이관우.
- 1979년 - 대한민국의 희극인, MC 정현수.
- 1980년
  - 대한민국의 가수 후니훈.
  - 대한민국 뮤지컬 배우 겸 가수 리사.
  - 대한민국의 바둑 기사 이현욱.
  - 대한민국의 아나운서 박지현.
  - 미국의 법조, 연방검사 카슈 파텔.
- 1981년
  - 대한민국의 만화가 Tiv.
  - 대한민국의 배우 강소정.
- 1982년
  - 대한민국의 배우, 미스코리아 박지원.
  - 대한민국의 가수 간미연.
  - 대한민국의 배우 한가인.
  - 대한민국의 드러머 김민혁. (전기뱀장어)
  - 일본의 가수, 배우 오타니 마사에.
- 1983년
  - 대한민국의 레이싱 모델 박유영.
  - 대한민국의 축구 선수 방승환.
  - 크로아티아의 축구 선수 에두아르두 다 시우바.
- 1984년
  - 대한민국의 배우 김효서.
  - 대한민국의 바리톤 성악가, 가수 박상돈.
- 1985년
  - 대한민국의 전 야구 선수 이시찬.
  - 대한민국의 교사, 정치인 백승아.
  - 그리즐리스의 농구 선수 조아킴 노아.
- 1986년
  - 대한민국의 야구 선수 전준우.
  - 대한민국의 배우 겸 극작가 한송희.
- 1987년 - 대한민국의 희극인 박형민.
- 1988년
  - 중국의 가수 대룡, 소룡 (테이스티).
  - 대한민국의 배우 오희준.
  - 대한민국의 성우 박진우.
  - 대한민국의 야구 선수 이민재.
  - 일본의 축구 선수 마쓰모토 레이.
- 1989년
  - 대한민국의 스피드 스케이팅 선수 이상화.
  - 대한민국의 야구 선수 윤완주.
  - 대한민국의 야구 선수 윤해진.
  - 대한민국의 전 야구 선수 김민하.
  - 일본의 성우 하나자와 카나.
- 1990년
  - 대한민국의 희극인 손민수.
  - 대한민국의 레이싱 모델 송주아.
  - 대한민국의 전 야구 선수 김희석.
- 1991년
  - 대한민국의 레이싱 모델 민시아.
  - 대한민국의 바둑 기사 김신영.
  - 대한민국의 전 가수 민선e.
- 1992년
  - 대한민국의 탁구 선수 김민석.
  - 대한민국의 야구 선수 박민호.
- 1993년 - 대한민국의 가수 김우성.
- 1994년 - 대한민국의 야구 선수 하주석.
- 1995년
  - 대한민국의 가수 도코 (시적화자).
  - 대한민국의 배우 박서은.
- 1996년 - 대한민국의 리그 오브 레전드 프로게이머 플라이.
- 1997년
  - 미국의 배우 이저벨 퍼먼.
  - 벨라루스의 리듬체조 선수 카차리나 할키나.
  - 대한민국의 배우 천영민.
- 1998년
  - 대한민국의 배우 이한나.
  - 대한민국의 가수 다예 (베리굿).
- 1999년
  - 대한민국의 래퍼 라키 (아스트로).
  - 대한민국의 야구 선수 박수종.
  - 이탈리아의 축구 선수 잔루이지 돈나룸마.
- 2000년 - 대한민국의 리그 오브 레전드 프로게이머 덕담.
- 2001년 - 대한민국의 가수 형진. (NTX)
- 2002년 - 대한민국의 축구 선수 윤석주.
- 2004년 - 대한민국의 축구 선수 박석민.
- 2005년
  - 잉글랜드의 배우 노아 주프.
  - 일본의 아이돌 무라야마 미우.

### 미상
- 대한민국의 가수 최문성.
- 대한민국의 야쟁연주가 박영신.

## 사망
- 805년 - 중국 당나라의 제9대 황제 당 덕종. (742년~)
- 1713년 - 프로이센의 초대 국왕 프리드리히 1세. (1657년~)
- 1715년 - 중국 청나라의 작가 포송령. (1640년~)
- 1782년 - 청나라의 제8대 황제 도광제. (1850년~)
- 1815년 - 미국의 발명가 로버트 풀턴. (1765년~)
- 1983년 - 미국의 극작가 테네시 윌리엄스. (1911년~)
- 1985년 - 영국의 봅슬레이 선수 랄프 브룸. (1889년~)
- 1995년 - 조선민주주의인민공화국의 군인 오진우. (1917년~)
- 1997년 - 대한민국, 조선민주주의인민공화국의 언론인 이한영. (1960년~)
- 2006년 - 대한민국의 언론인 이규태. (1933년~)
- 2007년 - 납북 어부 이상철. (1950년~)
- 2017년 - 미국의 영화배우 빌 팩스턴. (1955년~)
- 2019년
  - 대한민국의 스피드 스케이팅 선수 이영하. (1956년~)
  - 독일의 헌법학자 에른스트볼프강 뵈켄푀르데. (1930년~)
- 2020년
  - 이집트의 제4대 대통령 호스니 무바라크. (1928년~)
  - 러시아의 정치인 드미트리 야조프. (1924년~)
- 2021년 - 대한민국의 언론인 이광표. (1930년~)
- 2022년 - 대한민국의 영화 감독 변장호. (1939년~)
- 2023년 - 캐나다의 배우, 작가, 영화 감독, 가수 고든 핀센트. (1930년~)
- 2024년
  - 미국의 군인 애런 부슈널. (1998년~)
  - 대한민국의 영화 감독 유상곤. (1968년~)
  - 중국의 사업가, 기업인, 음료업자 종칭허우. (1945년~)
- 2025년
  - 미국의 역사가 마틴 E. 마티. (1928년~)
  - 미국의 영화프로듀서 로베르토 오르시. (1973년~)
  - 대한민국의 정치인 홍선기. (1936년~)

## 기념일
- 대한민국에서는 1988년부터 2013년까지 5년마다 돌아오는 대통령 취임일이었다.[1]
- 피플 파워 혁명: 필리핀
- 건국 기념일(National Day): 쿠웨이트

## 같이 보기
- 전날: 2월 24일 다음날: 2월 26일 - 전달: 1월 25일 다음달: 3월 25일
- 음력: 2월 25일
- 모두 보기